# Aquadulcaris pheronyx
Aquadulcaris pheronyx és una espècie de crustaci amfípode pertanyent a la família Paramelitidae endèmic de Sud-àfrica. Viu a l'aigua dolça.